# 2039年11月30日月食
2039年11月30日月食为一次將在协调世界时2039年11月30日出現的月偏食。該次月食半影食分為2.068、全影食分為0.947。偏食維持了103分。

## 概述
這次月食的食分是4.45，偏食維持了103分。

## 基本參數
- 類型：月偏食
- 食甚資料：
  - 日期：2039年11月30日
  - 時間：16:55
  - 月球位置：赤經4.45度、赤緯21.3度
  - 食分：半影食分：2.068、全影食分：0.947
  - 持續時間：偏食103分

## 外部連結
- NASA月食專頁（页面存档备份，存于）（英文）